# 弯叶梳藓
弯叶梳藓（学名：Ctenidium lychnitens）为灰藓科梳藓属下的一个种。